# Захисні державні лісові смуги
Захисні державні лісові смуги — штучні лісові насадження, створені сівбою (у тому числі аеросівбою) або посадкою, для захисту сільськогосподарських культур від суховіїв та покращення кліматичних умов.

## Історія
У СРСР захисні державні лісові смуги створювалися згідно з постановою Ради Міністрів СРСР і ЦК ВКП(б) від 20 жовтня 1948 «Про план полезахисних лісонасаджень, впровадження травопольних сівозмін, будівництва ставків та водойм для забезпечення високих та стійких урожаїв у степових та лісостепових районах європейської частини СРСР» .
Планом намічено створення протягом 1950-1965 великих державних лісових захисних смуг загальним протяжністю 5320 км, з площею лісопосадок 117,9 тис. га. Ці смуги мали пройти такими маршрутами:
- по обидва береги Волги від Саратова до Астрахані - дві лінії шириною по 100 м і протяжністю 900 км;
- з вододілу pік Хопра та Ведмедиця, Калитви та Березової у напрямку Біла Калитва — Пенза — три смуги шириною по 60 м, з відстанню між смугами 300 м та протяжністю 600 км;
- з вододілу pік Іловлі та Волги у напрямку Камишин - Сталінград - три смуги шириною по 60 м, з відстанню між смугами 300 м і протяжністю 170 км;
- лівобережжям Волги від Чапаєвська до Володимирівки — чотири смуги завширшки по 60 м, з відстанню між смугами 300 м і протяжністю 580 км;
- від Сталінграда на південь на Степовий - Черкеськ - чотири смуги шириною по 60 м, з відстанню між смугами 300 м і протяжністю 570 км;
- по берегах річки Урал у напрямку гора Вишнева — Чкалов — Уральськ — Каспійське море — шість смуг (три праворуч і три лівим берегом) шириною по 60 м, з відстанню між смугами 200 м і протяжністю 1080 км;
- по обидва береги Дона від Воронежа до Ростова - дві смуги шириною по 60 м і протяжністю 920 км;
- по обидва береги ріки Сіверський Донець від Білгорода до Дона - дві смуги шириною по 30 м і протяжністю 500 км.